# جفت کردن غذا

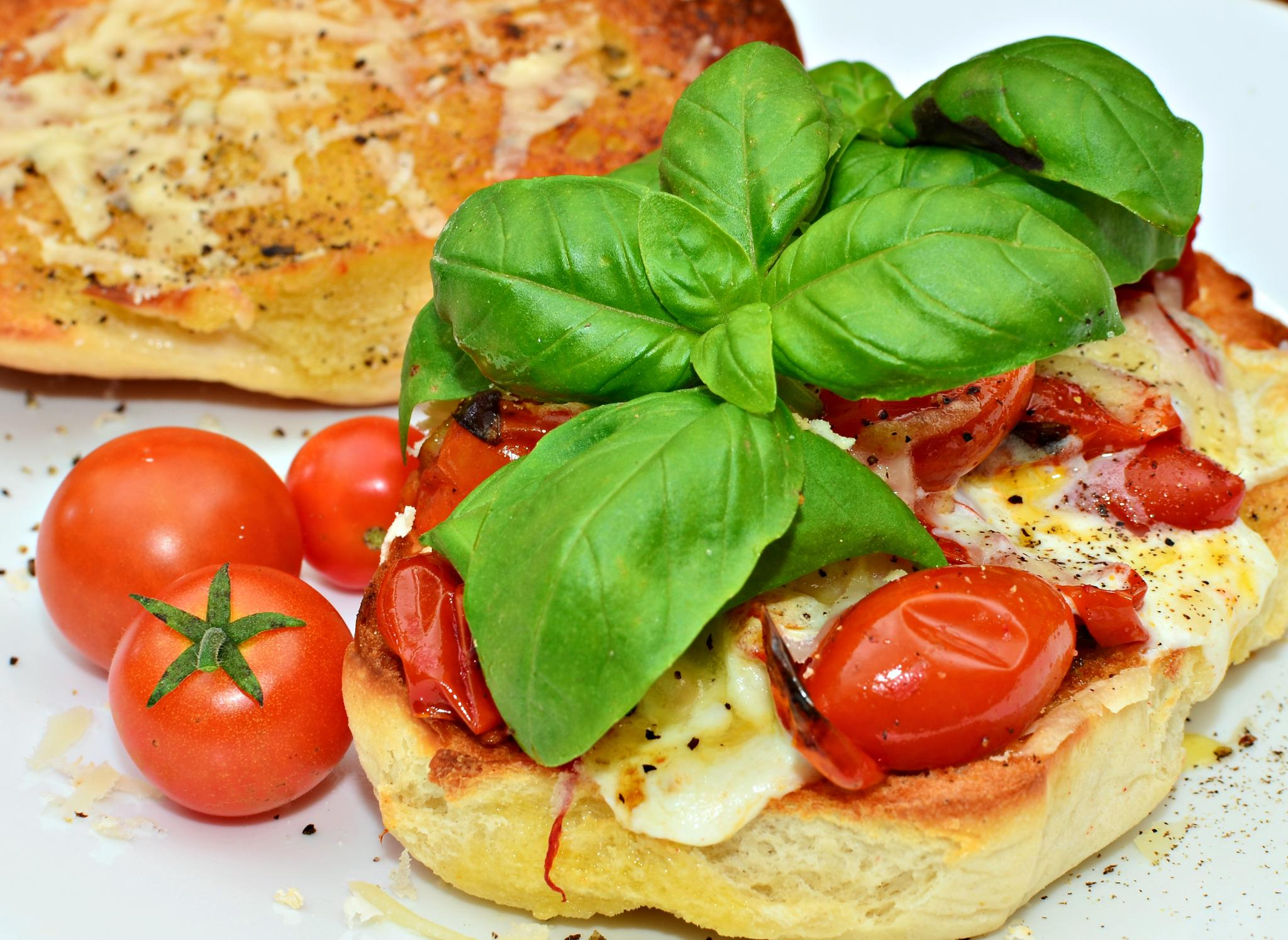
گوجه فرنگی و ریحان یک جفت طعم رایج در برخی کشورها هستند

جفت کردن غذا (یا ترکیب طعم یا ترکیب غذا) روشی است برای تشخیص اینکه کدام غذاها از نقطه نظر طعم به خوبی با هم ترکیب می‌شوند، اغلب بر اساس ذائقه فردی، محبوبیت، در دسترس بودن مواد تشکیل دهنده و شیوه‌های فرهنگی سنتی است.
از دیدگاه علوم غذایی، ممکن است گفته شود که غذاها زمانی که ترکیبات شیمیایی کلیدی یا اجزای طعم دهنده را به اشتراک بگذارند، به خوبی با یکدیگر ترکیب می‌شوند. یکی از این فرایندها با نام تجاری «فوودپیرینگ» توسط شرکتی به همین نام شناخته شد.

## نمونه‌ها
یک جفت کلی که بسیار رایج است و استفاده می‌شود، که به عنوان پاسخ در نظرسنجی‌های «غذای مورد علاقه‌تان» یا «غذایی که می‌توانید هر روز بخورید» ذکر شده و در ویدیوهای دستور غذا، وب‌سایت‌ها یا کتاب‌ها در سطح جهانی دیده می‌شود:
- یک ماده نشاسته‌ای (به‌طور کلی یکی از نان، برنج یا ماکارونی) و ترکیبی از گوشت، پنیر، گوجه فرنگی، پیاز و سبزیجات سبز (از جمله در همبرگر، ساندویچ، شاورما، تاکو، پیتزا، سوشی، مرغ و برنج و اسپاگتی و کوفته قلقلی) است.